# Виктор Адлер
Виктор Адлер (Праг, 24. јун 1852 — Беч, 11. новембар 1918) био је аустријски политичар, вођа радничког покрета и оснивач Социјалдемократске радничке партије (СДАП).

## Одрастање и образовање
Адлер је рођен у Прагу, као син јеврејског трговца, који је у Праг дошао из Липњика у Моравској. Породица Адлер се преселила у бечку општину Леополдштат када је Виктор имао три године. Виктор је похађао реномирану католичку гимназију Шотенштифт, заједно са Хајнрихом Фридјунгом, једним од ретких Јевреја међу ученицима. Након гимназије, Виктор је студирао хемију и медицину на Универзитету у Бечу. Након што је дипломирао 1881. године, радио је као асистент Теодора Мајнерта на психијатријском одељењу Опште болнице у Бечу.
Године 1878. Виктор се оженио Емом Браун. Њихов син Фридрих рођен је 1879. године. Од 1882. до 1889. породица је живела у Берг гасе број 19 у бечкој општини Алзергрунд, на адреси која је касније постала позната као канцеларија Зигмунда Фројда (данас је ту Музеј Зигмунда Фројда).

## Политичка каријера
Виктор Адлер је у почетку подржавао немачки национални покрет предвођен Георгом Шенерером и радио је на Програму из Линца из 1882. Међутим, Шенерерова антисемитска политика, која је кулминирала изменом Аријевског параграфа, довела је до отуђења Адлера, који се од тада фокусирао на социјална питања. Од 1886. Адлер је издавао марксистички часопис Глајххајт (  - Једнакост), који је извештавао о условима рада у фабрици цигала Винербергер и који је агитовао против праксе исплате зарада неновчаним средствима. Након што је Једнакост забрањена, Адлер је 1889. почео да издаје Арбајтер-Цајтунг (  - Радничке новине). Адлер се у Немачкој и Швајцарској састајао са Фридрихом Енгелсом, Аугустом Бебелом и Карлом Либкнехтом. Више пута је оптужен за своје активности и провео је девет месеци у затвору.
Адлер је сматран за умереног и харизматичног социјалдемократу, који је успео да уједини аустријски раднички покрет у борби против антисоцијалистичких закона које је 1884. спроводила Цислајтанска влада премијера Едуарда Тафеа. На конференцији 1888. у Хајнфелду, Адлер је формирао Социјалдемократску радничку партију и постао је њен први председник. Као члан парламента Царског савета од 1905. године, играо је водећу улогу у борби за опште право гласа, које је коначно установљено за време премијера Макса Владимира фон Бека 1906. године. Убрзо потом, 1907. године, социјалдемократе су победили на Цислајтанским парламентарним изборима. Као активан присталица Друге интернационале, Адлер је покушавао да одржи јединство аустријских социјалдемократа изван етничких сукоба и активно је подржавао идеју да Сједињене Државе Велике Аустрије замене Двојну монархију.
Пре Првог светског рата, Адлер је био вођа онога што се данас зове Социјалдемократска партија Аустрије у Бечу. Он је јавно подржао одлуку Царске владе да крене у рат. Уласком у нову аустријску владу у октобру 1918. залагао се за Аншлус (уједињење) крње аустријске државе са Немачком, али је умро у Бечу од срчане инсуфицијенције — последњег дана Првог светског рата — пре него што је могао да настави са овим пројектом. Сахрањен је у Средишњем бечком гробљу.